# Fusillade de Chapel Hill en 2015
Trois personnes, Deah Shaddy Barakat, Yusor Mohammad et Razan Mohammad Abu-Salha, ont été tuées dans une fusillade dans une école qui a eu lieu le 10 février 2015, à proximité du campus de l'université de Caroline du Nord à Chapel Hill, en Caroline du Nord, aux États-Unis. La police de Chapel Hill a arrêté Craig Stephen Hicks, qui aurait tué les trois personnes en une seule attaque,,.

## Fusillade

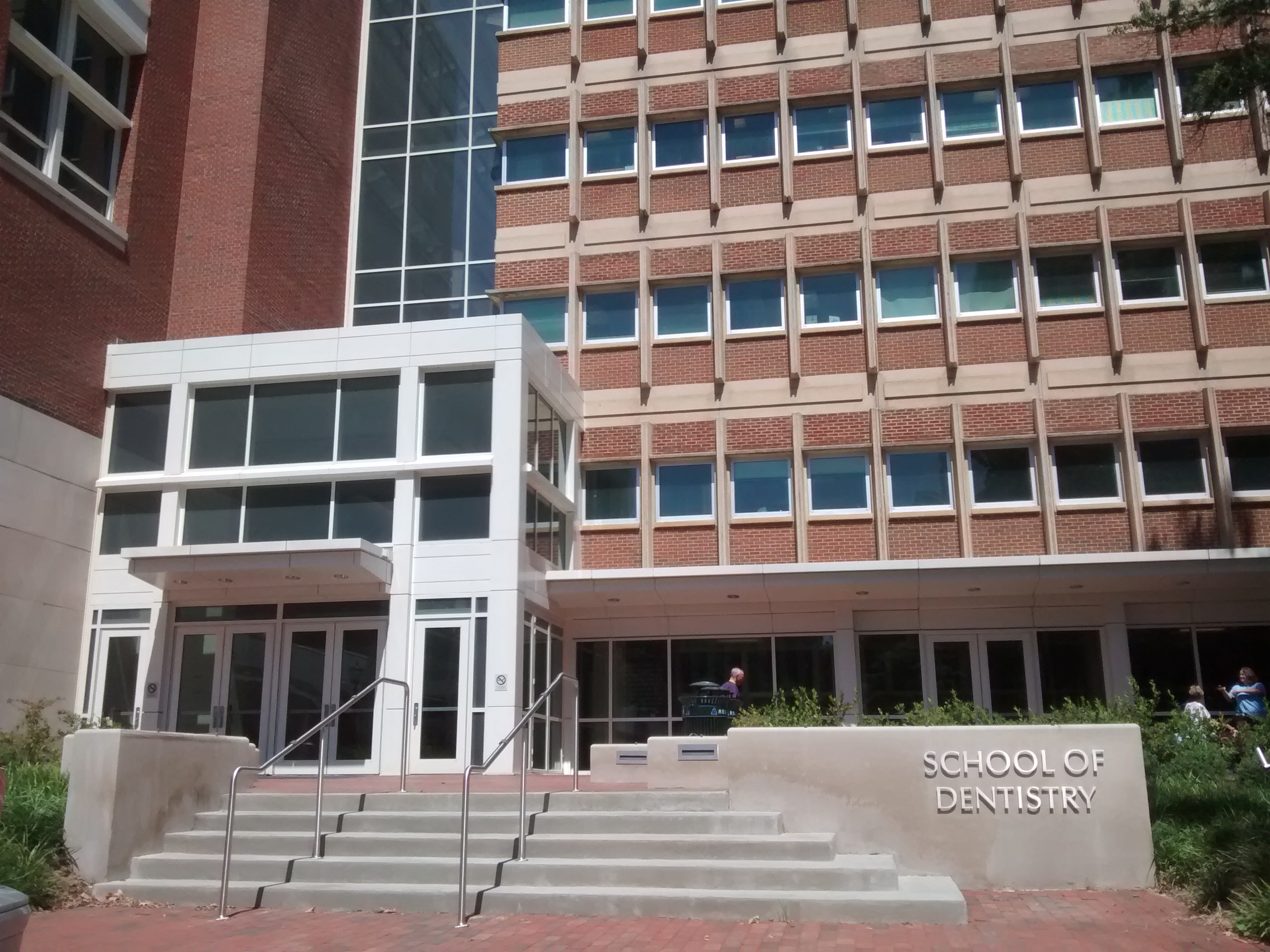
École de médecine dentaire de l'université de Caroline du Nord à Chapel Hill.

Le 10 février 2015, à environ 17 h 15, la police est intervenue à la suite de coups de feu près de l'université de Caroline du Nord à Chapel Hill. Ils ont trouvé trois personnes, mortes sur les lieux.

## Victimes
Trois personnes (dont deux étaient des étudiants) ont été tuées : un couple marié et une proche. Toutes les victimes sont mortes de blessures par balles à la tête. Il s'agissait de :
- Deah Shaddy Barakat, 23 ans, syro-américain [10] d'origine  palestinienne[11]. En 2013, il a obtenu un diplôme en administration des affaires de l'université d'État de Caroline du Nord et étudiait en deuxième année à l'école de médecine dentaire de l'université de Caroline du Nord à Chapel Hill. Lui et dix autres étudiants en odontologie avaient l'intention de se rendre en Turquie pour soigner les réfugiés syriens dans le cadre d'un projet organisé par cette université et la société médicale syro-américaine[6],[12].

- Yusor Mohammad Abu-Salha, 21 ans, jordano-américaine d'origine palestinienne [13] et épouse de Deah Shaddy Barakat. Née en Jordanie, elle a émigré aux États-Unis à l'âge de six mois[14]. Et a été diplômée en 2014 de l'université d'État de Caroline du Nord. Elle est diplômée d'un Bachelor en sciences biologiques et projetait d'entrer à l'UNC-Chapel Hill en automne pour étudier également la médecine dentaire[6],[10].

- Razan Mohammad Abu-Salha, 19 ans, jordano-américaine d'origine palestinienne [13] et sœur de Yusor Mohammad Abu-Salha. Née aux États-Unis, elle était étudiante en deuxième année au collège de design de cette université, avec une spécialisation en architecture et conception environnementale[6],[10],[14].

## Suspect
Craig Stephen Hicks, un ancien vendeur de pièces automobiles, s'est rendu lui-même aux adjoints du shérif dans les environs de  Pittsboro la nuit de la fusillade. Au moment des faits, il étudiait pour devenir « paralégal » au Technical Community College Durham,,. Hicks s'était également affiché avant la fusillade comme un militant athée et anti-religieux. Selon son épouse actuelle, il n'a pas commis le meurtre en raison de préjugés religieux, mais à la suite d'un litige de stationnement de longue date, et qu'il avait des problèmes avec plusieurs autres voisins. Karen Hicks a annoncé qu'elle est en instance de divorce.

## Réactions
Universités

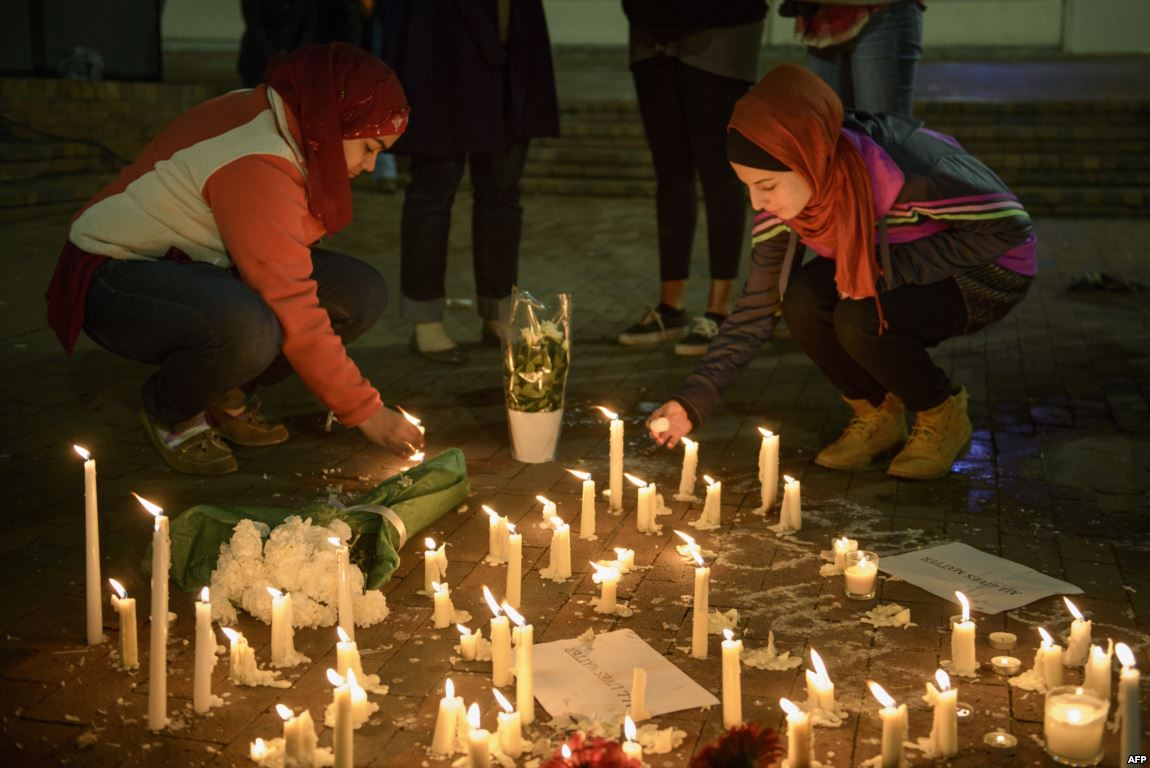
Bougies commémoratives à l'université de Caroline du Nord à Chapel Hill, le 11 février 2015.

L'université de Caroline du Nord à Chapel Hill a organisé dans la soirée du 11 février 2015 une veillée en hommage aux victimes avec la participation notamment du maire Mark Kleinschmidt, d'Abdullah Antepli imam de l'université Duke, des chanceliers Randy Woodson (en), Carol Folt (en), Debra Saunders-White , etc.
Responsables gouvernementaux
- États-Unis  – Dans l'après-midi du 11 février 2015, Josh Earnest, porte-parole de la Maison-Blanche, a déclaré que la Maison-Blanche n'avait « aucune réaction spécifique » et que, comme c'était le « tout début d'une enquête en cours de la police locale, ils attendent les résultats de l'enquête avant d'émettre un communiqué ». Il a également déclaré que le  président n'avait pas contacté les familles pour l'instant[23].

- Indonésie – Le gouvernement indonésien a condamné les tirs mortels et a exprimé l'espoir que le gouvernement américain soutiendrait les victimes sur le plan judiciaire. « Nous condamnons fermement la violence contre un groupe dans la société. La violence n'est pas une solution à tout », a déclaré le porte-parole ministère des Affaires étrangères Arrmanatha Nasir lors d'une conférence de presse à Jakarta[24].

- Liban – Le gouvernement libanais a qualifié les meurtres de «crime contre l'humanité» et «terrorisme»[25].

- Pakistan – Siraj-ul-Haq Khan, le ministre des Finances dans le gouvernement de Khyber Pakhtunkhwa et l'émir (président du parti) de la Jamaat-e-Islami, a déclaré que « Les États-Unis ont besoin de s'acquitter de leur devoir envers les trois jeunes, qui sont devenus une cible de la terreur» [26].

- Turquie – Recep Tayyip Erdoğan, le président de la république de Turquie, a critiqué l'administration Obama le 12 février pour son silence sur les meurtres, remarquant sur le manque de « toute déclaration de respect » soit du président Obama, vice-président Joe Biden ou secrétaire d’État John Kerry. Il a déclaré les avoir appelés tous les trois et a ajouté : « Nous sommes des politiciens, et nous sommes responsables de tout ce qui se passe dans nos pays... Quand les gens votent pour nous, ils votent également pour la sécurité de leur bien-être, leur vie ». Il a conclu : « Si vous restez silencieux face à un incident de ce genre, et ne faites aucune déclaration, le monde restera silencieux envers vous »[27],[28]. Le Premier ministre de Turquie, Ahmet Davutoğlu, a déclaré qu'il espérait qu'« il n'y ait pas d'acte raciste derrière ces meurtres. Mais il est trop tôt pour le dire. Quand la nature de cet acte sera précisée, toutes les administrations de l'UE et des États-Unis seront en mesure de montrer une attitude commune ». Davutoğlu a fait des remarques à propos de l'énorme augmentation de la violence contre les musulmans, « [EI, l’État islamique d'Irak et al-Sham], est une organisation terroriste, vous pouvez la définir, vous pouvez la limiter ou réagir contre elle. Mais quel genre de précautions nous sommes capables de prendre contre les mouvements racistes, qui ont la même mentalité que l'ISIS, dans l'UE et États-Unis? »[29].